# Merlin and the War of the Dragons
Merlin and the War of the Dragons er en fantasyfilm fra 2008 produceret af The Asylum, der er løst baseret på legenden om Kong Arthur. Den blev filmet on location i Wales.

## Medvirkende
- Nia Ann - Lady Nimue
- Ceri Bostock - Gwyneth
- Carys Eleri - Lady Vivianne
- Ruthie Gwilym - Midwife
- William Huw - Torm
- Dylan Jones - Uther
- Iago McGuire - Hengist
- Jürgen Prochnow - Mage
- Simon Lloyd Roberts - Merlin
- Joseph Stacey - Vendiger
- Iona Thonger - Ingraine
- Hefin Wyn - Vortigern